# Vittorio Bonomi
Vittorio Bonomi (Milano, 1º novembre 1891 – 1956) è stato un militare, aviatore e imprenditore italiano.
Distintosi come ufficiale d'aviazione nella Grande Guerra, dopo la fine del conflitto nel 1921 portò in Italia il volo a vela, e successivamente fondò a Cantù Aeronautica Bonomi, ditta produttrice di numerosi tipi di aliante. Dopo la fine della seconda guerra mondiale fu presidente della Federazione Italiana del volo a vela (FIVV) con sede a Milano.

## Biografia
Nacque a Milano il 1º novembre 1891. Dopo aver conseguito il diploma di ragioniere, all'atto dell'entrata in guerra del Regno d'Italia, avvenuta il 24 maggio 1915, si arruolò volontario nella Regio Esercito entrando poi nel Servizio Aeronautico conseguendo il brevetto di pilota nel dicembre dello stesso anno. Assegnato all'aviazione per l'osservazione del tiro dell'artiglieria prestò poi servizio presso la 45ª e la 48ª Squadriglia Farman, presso il XVII Gruppo Squadriglie. Assegnato alla 83ª Squadriglia Aereo da caccia ne comandò dapprima la 2ª Sezione e quindi assunse il comando della squadriglia dopo l'esito negativo della battaglia di Caporetto. Nel 1918 fu nominato Aiutante maggiore della massa da caccia. Decorato di due Medaglie di bronzo al valor militare e della Croce al merito di guerra, dopo la fine del conflitto fu incaricato da D'Annunzio di formare gruppi di Volontari Fiumani a Padova, e raccolse fondi per mandare tre velivoli a Fiume. Propose al ministero la censura della fotografia aerea. Fondatore dell'Associazione Nazionale Piloti Aviatori (A.N.P.A.) e del primo Aero Club di Milano, fu presidente dell'Aero Club di Como dove riuscì a realizzare un hangar doganale.  Lasciò la presidenza dell'Aero Club di Como per dedicarsi a tempo pieno alla progettazione di velivoli e di alianti.  Scrisse un libro sul volo a vela, creò una borsa di studio per gli orfani degli aviatori, è partecipò a varie agre e manifestazioni aeronautiche in Italia e all'estero. Nel 1927 fu pilota collaudatore del monoplano Agusta AG.2, e nel 1930 tentò, senza successo, di avviare una scuola di volo a vela a Erba.
Fondatore e proprietario della Aeronautica Bonomi, con sede a Cantù, insieme all'ingegnere Camillo Silva progettò e realizzò una notevole serie di alianti. Il 21 agosto 1932 aprì, sempre a Cantù sui terreni della Busciana, una scuola di volo a vela, che vide tra i suoi allievi Marcello Diaz, Giorgio Savoja e sua sorella Anna Federica, e l'onorevole Carlo Baragiola. Il 6 dicembre del 1934, all'epoca Presidente della Commissione Centrale di Volo a Vela, pubblicò sulla Gazzetta dello Sport un articolo in cui preconizzava l'impiego bellico dell'aliante, che non suscitò alcun interesse presso le autorità militari della Regia Aeronautica. Nel 1935 venne promosso maggiore della riserva aeronautica, e nel 1937 la Aeronautica Bonomi fu assorbita dalla Società Aeronautica Italiana Ambrosini, allora diretta dall'industriale Angelo Ambrosini, che mandò a dirigere la filiale di Cantù suo fratello Romolo Ambrosini.
Nell'immediato dopoguerra gli appassionati volovelisti crearono a Milano la Federazione Italiana del volo a vela (FIVV) della quale fu primo presidente il Barone Pietro Casana  e segretario Maurizio Galimberti. Vittorio Bonomi sostituì poi Casana alla presidenza della FIVV rimanendo in carica fino a quando l'associazione fu assorbita dall'Aero Club d'Italia.

Un suo pronipote ha intitolato il suo aeroporto di Mococa, il più grande aeroporto privato nel Sud America, in Brasile, a suo zio denominando l’aerodromo “Comandante Vittorio Bonomi”, di cui si possono vedere tutte le coordinate e le immagini su questi due link sottostanti:
1. Aeroporto / COMANDANTE VITTÓRIO BONOMI
2. Mococa, São Paulo, Brazil - Comandante Vittorio Bonomi

### Lo Startplano
Dopo aver pubblicato un articolo sulla Gazzetta dello sport il 6 dicembre 1934 in cui preconizzava l'impiego bellico dell'aliante, negli anni successivi Bonomi si diede allo studio di macchine e tecniche d'impiego, senza comunque suscitare alcun interesse da parte dello Stato maggiore della Regia Aeronautica. La sua proposta per evitare il traino aereo prevedeva di agganciare l'aliante,  tramite montanti rigidi, direttamente al dorso del velivolo a motore Nardi FN.305, secondo il modello che sarebbe stato in seguito applicato sui Mistel tedeschi da bombardamento. Un disegno di questa combinazione comparve in un breve articolo, il cui autore si identificò con la sigla P.F.B., pubblicato su Cronache di Guerra n° 36 del settembre 1940. Tale combinazione fu designata come "Startplano Bonomi-Silva".

## Pubblicazioni
- Il volo a vela. Teoria, pratica del volo e della costruzione degli apparecchi, illustrata da tavole contenenti i disegni costruttivi di un apparecchio scuola, con Camillo Silva, Off. grafiche Federazione Italiana Biblioteche Popolari, Milano, 1932.

## Velivoli progettati
- Bonomi Allievo A
- Bonomi Allievo C
- Bonomi BS.1 Aeroberlina
- Bonomi BS.2 Balestruccio
- Bonomi BS.4 Balestrino
- Bonomi BS.5 Ballerina
- Bonomi BS.6 Bigiarella
- Bonomi BS.7 Allievo Italia
- Bonomi BS.8 Biancone
- Bonomi BS.9 Bertina[4]
- Bonomi BS.10 Ardea[4]
- Bonomi BS.11 Milano
- Bonomi BS.12 Roma
- Bonomi BS.14 Astore
- Bonomi BS.15 Bigiarella[4]
- Bonomi BS.16 Allievo Bonomi
- Bonomi BS.17 Allievo Cantù[4]
- Bonomi BS.18 Airone
- Bonomi BS.19 Alca
- Bonomi BS.20 Albanella
- Bonomi BS.22 Alzavola
- Bonomi BS.24 Biposto Roma
- Bonomi BS.28 Alcione
- Pedaliante

### Annotazioni
1. ↑  Tale iniziativa fu appoggiata apertamente dai podestà di Cantù Gino Marelli prima, e Giovanni Camagni successivamente.
2. ↑  Cosa che poi avvenne nel corso della seconda guerra mondiale.

### Fonti
1. 1 2 3 4 5 6 7 8 9  Mancini 1936, p. 106.
2. ↑  Gentilli, Varriale 1999, pp. 282-284.
3. ↑  Mancini 1936, p. 23.
4. 1 2 3 4 5 6 7 8 9  Aeroclub Volovelistico Lariano.
5. ↑   Barone Piero Casana, su https://www.aeroclubtorino.it/en/.
6. 1 2  Aero Club Torino.
7. 1 2 3 4  Postfrontal.